# 17971 Samuelhowell
17971 Samuelhowell è un asteroide della fascia principale. Scoperto nel 1999, presenta un'orbita caratterizzata da un semiasse maggiore pari a 2,2684326 UA e da un'eccentricità di 0,1685958, inclinata di 2,93751° rispetto all'eclittica.